# Bibliothèque de Tapanila
La bibliothèque de Tapanila (finnois : Tapanilan kirjasto) est une bibliothèque de la section Tapanila du quartier de Tapaninkylä à Helsinki en Finlande,.

## Présentation
La bibliothèque de Tapanila a été fondée en 1946.
Actuellement elle fonctionne dans le bâtiment principal du centre sportif de Tapanila, qui a été achevé en 1981.
La bibliothèque de Tapanila est l'un des établissements de la bibliothèque municipale d'Helsinki.

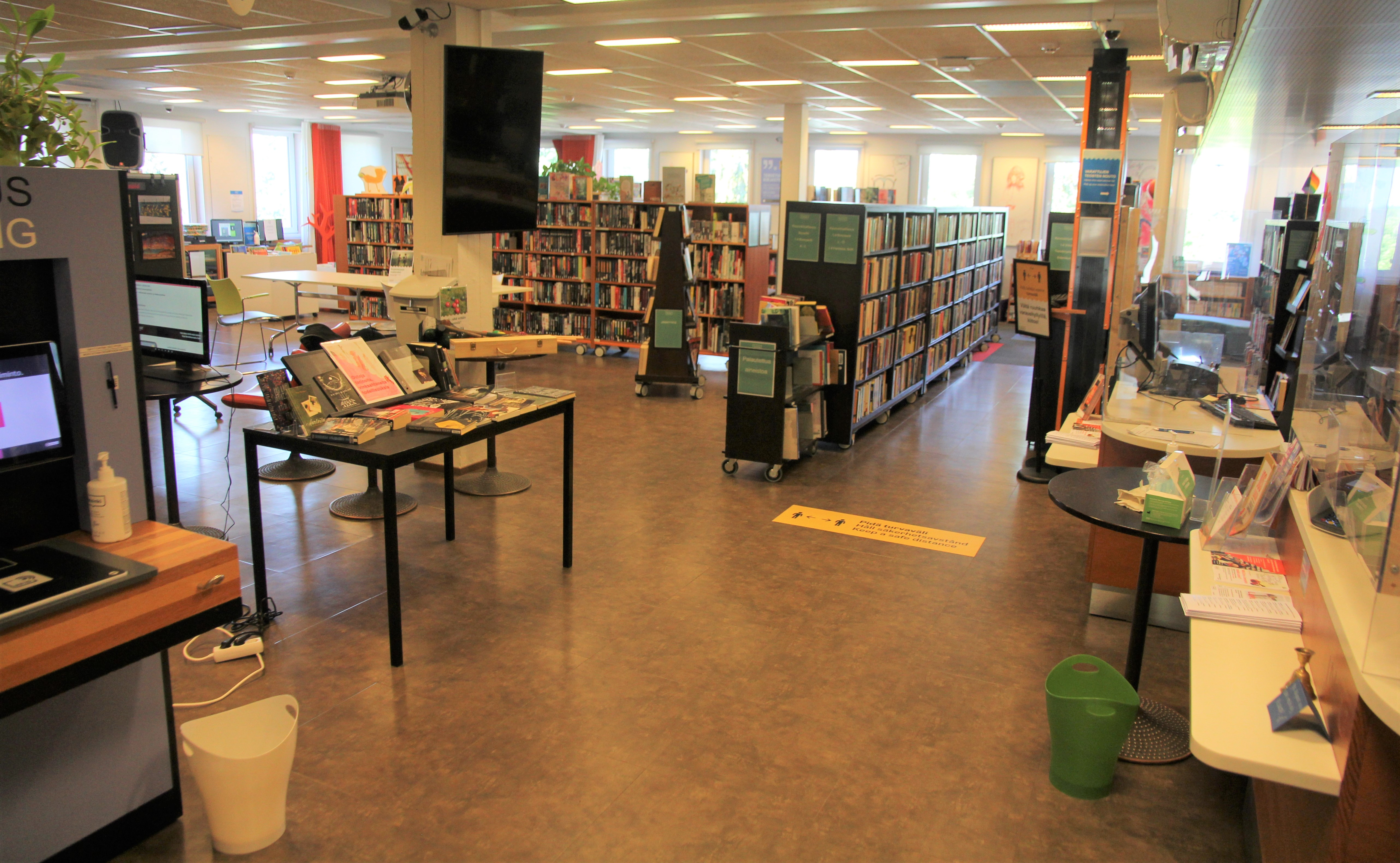
Espaces intérieurs de la bibliothèque.

## Groupement Helmet de bibliothèques
La bibliothèque de Tapanila fait partie du groupement Helmet, qui est un groupement de bibliothèques municipales d'Espoo, d'Helsinki, de Kauniainen et de Vantaa ayant une liste de collections commune et des règles d'utilisation communes.